# Boris Wwiedienski
Boris Aleksiejewicz Wwiedienski (ros. Борис Алексеевич Введенский, ur. 7 kwietnia?/19 kwietnia 1893 w Moskwie, zm. 1 czerwca 1969 tamże) – rosyjski uczony, radiofizyk.

## Życiorys
W 1911 skończył gimnazjum w Moskwie, a w 1915 Wydział Fizyczno-Matematyczny Uniwersytetu Moskiewskiego, od 1912 pracował w laboratorium prof. Arkadjewa Uniwersytetu im. Szaniawskiego, w 1913 został laborantem laboratorium fizycznego Uniwersytetu Moskiewskiego, a w 1915 pracownikiem laboratorium w fabryce wojskowych telefonów polowych w Moskwie. W 1916 opublikował swoją pierwszą pracę naukową. Od czerwca 1916 do sierpnia 1917 służył w rosyjskiej armii, po czym wrócił do pracy w fabryce telefonów, w 1919 został pracownikiem laboratorium Głównego Zarządu Wojskowo-Inżynieryjnego Armii Czerwonej i wykładowcą Wydziału Fizyczno-Matematycznego Moskiewskiego Uniwersytetu Państwowego, 1923–1927 był starszym pracownikiem naukowym działu magnetycznego Państwowego Eksperymentalnego Instytutu Elektrotechnicznego, potem został starszym pracownikiem naukowym Wszechzwiązkowego Instytutu Elektrotechnicznego, gdzie później był też kierownikiem wydziału i kierownikiem naukowym laboratorium. Od 1935 do 1940 kierował laboratorium Instytutu Naukowo-Badawczego-9 w Leningradzie (później był konsultantem w tym instytucie) i był kierownikiem naukowym laboratorium Naukowo-Badawczego Instytutu Fizyki przy Moskiewskim Uniwersytecie Państwowym, w 1944 został szefem laboratorium i kierownikiem naukowym Instytutu Naukowo-Badawczego-108, od 1954 do końca życia kierował wydziałem Instytutu Radiotechniki i Elektroniki Akademii Nauk ZSRR. W 1934 został członkiem korespondentem, a w 1943 akademikiem Akademii Nauk ZSRR, w 1929 otrzymał tytuł profesora, a w 1934 doktora nauk fizyczno-matematycznych, 1946–1953 był członkiem Prezydium Akademii Nauk ZSRR. W 1945 objął funkcję zastępcy przewodniczącego, a w 1947 przewodniczącego (do 1951) Wszechzwiązkowej Rady Naukowej ds. Radiofizyki i Radiotechniki Akademii Nauk ZSRR, 1947–1954 był redaktorem naczelnym pisma „Izwiestija AN SSSR. Otdielenije mechaniczeskich nauk”, 1959–1969 przewodniczył Radzie Naukowej Wydawnictwa „Sowietskaja Encyklopiedija”, 1949–1951 był członkiem głównej redakcji i głównym redaktorem drugiego wydania i następnie kierownikiem prac przygotowawczych do trzeciego wydania „Wielkiej Encyklopedii Radzieckiej” (1951–1959). W latach 1959–1969 był redaktorem naczelnym trzeciego wydania „Małej Encyklopedii Radzieckiej”, a także fizycznego słownika encyklopedycznego. W 1955 został członkiem zagranicznym Akademii Nauk NRD. Został pochowany na Cmentarzu Nowodziewiczym.

## Odznaczenia i nagrody
- Złoty Medal „Sierp i Młot” Bohatera Pracy Socjalistycznej (18 kwietnia 1963)
- Order Lenina (trzykrotnie, 10 czerwca 1945, 19 września 1953 i 18 kwietnia 1963)
- Order Czerwonego Sztandaru Pracy (dwukrotnie, 18 lipca 1953 i 4 maja 1962)
- Nagroda Stalinowska (1952)
- Medal „Za ofiarną pracę w Wielkiej Wojnie Ojczyźnianej 1941–1945” (1946)
- Złoty Medal im. Popowa Akademii Nauk ZSRR (1949)

I medale.